# Droga wojewódzka 808
Die Droga wojewódzka 808 (DW 808) ist eine 36 Kilometer lange Droga wojewódzka (Woiwodschaftsstraße) in der polnischen Woiwodschaft Lublin, die Łuków mit Kock verbindet. Die Strecke liegt im Powiat Łukowski und im Powiat Lubartowski.

## Streckenverlauf
Woiwodschaft Lublin, Powiat Łukowski
-  Łuków (DK 63, DK 76, DW 806, DW 807)
- Świderki
- Helenów
- Bystrzyca
- Wojcieszków
- Hordzież
- Serokomla

Woiwodschaft Lublin, Powiat Lubartowski
- Annopol
-  Kock (Kotzk) (S 19, DK 19, DK 48)